# Benedetto Croce

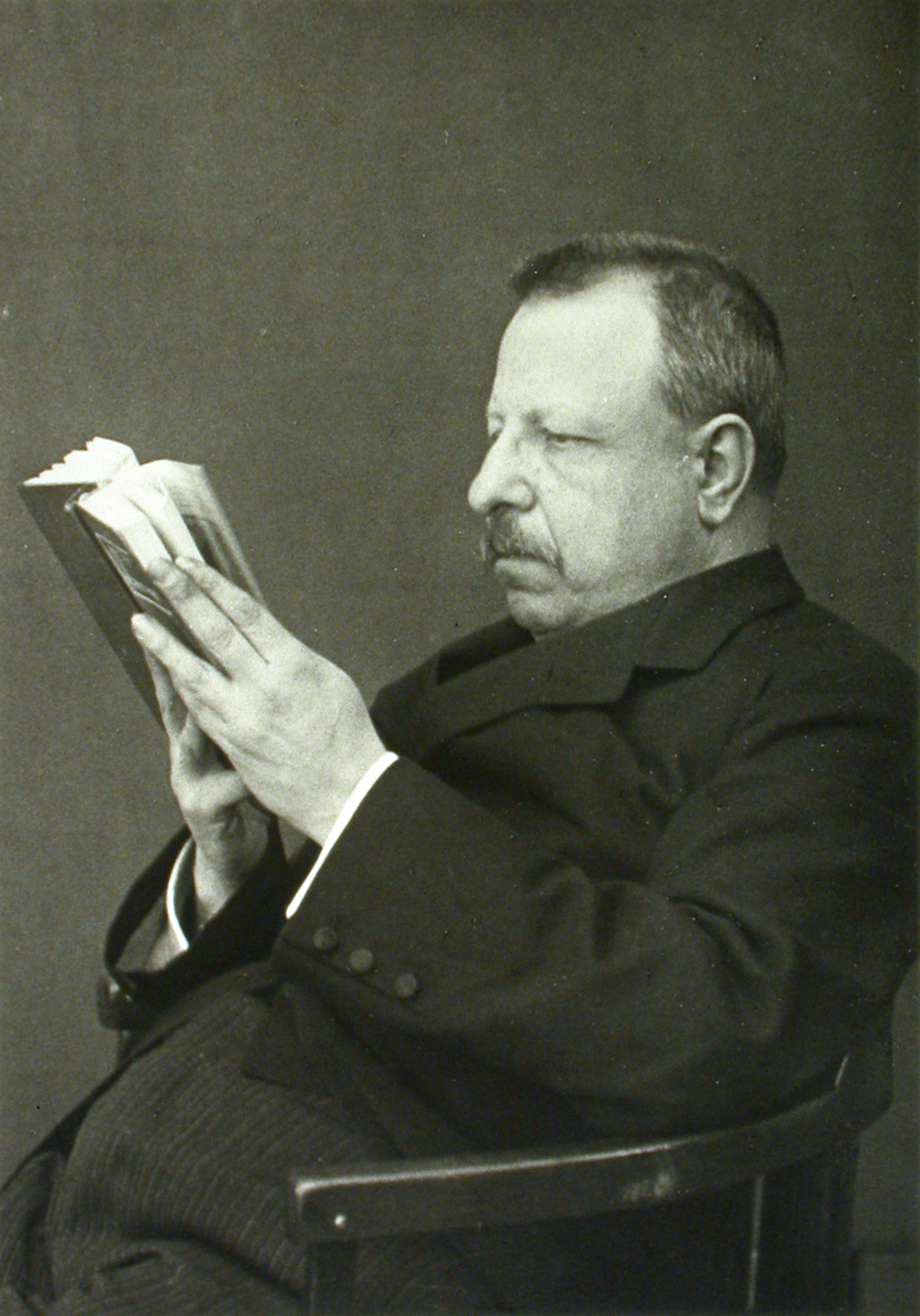
Benedetto Croce

Benedetto Croce (Pescasseroli, 25 februari 1866 - Napels, 20 november 1952) was een Italiaanse filosoof, historicus, literatuurcriticus en politicus, die een dominante rol speelde in het culturele en politieke leven van zijn tijd. Hij was door zijn leven heen tot tweemaal toe minister van onderwijs, onder meer in de Italiaanse bevrijdingsregering, en verdedigde zijn hele leven lang een liberale politieke visie. Als filosoof wordt hij traditioneel in de idealistische traditie geplaatst.

## Leven
Croce werd geboren in Pescasseroli in de Abruzzen en ging vanaf 1886 in Napels wonen. Hij studeerde gedurende een korte periode aan de universiteit van Rome waar hij kennismaakte met de filosofie van Johann Friedrich Herbart.
Croce was een overtuigd liberaal. De vrije geest stond voor hem boven alles. Hij zette zijn overtuiging ook om in politiek engagement. In 1910 werd hij senator en van 1920 tot 1921 was hij minister van Openbaar Onderwijs in het laatste kabinet van Giovanni Giolitti. In 1943 was hij medeoprichter van de Liberale Partij van Italië.
Als belangrijkste antifascistische denker van Italië leidde Croce tijdens de periode van het fascisme en de Tweede Wereldoorlog een geïsoleerd bestaan. In La storia come pensiero e come azione (in het Engels vertaald als History as the Story of Liberty) uit 1938, dat Croce schreef in reactie op de politieke situatie in het toenmalige Europa, legt hij de nadruk op de wilsactiviteit van de mens die als een rode draad door de geschiedenis loopt. De geschiedenis, als geschiedenis van de vrijheid, is noodzakelijk liberaal van karakter, dat wil zeggen niet gesloten maar open en met een plicht tot bewustzijn en verantwoordelijkheid. De wilsvrijheid is de noodzakelijke voorwaarde opdat de geschiedenis een ethische dimensie heeft; wat de reden is dat ze het ethisch ideaal is van de mensheid.
Croce beschikte ook over een gezaghebbend tijdschrift, La critica, (1903-1937), dat hij samen met zijn vriend Giovanni Gentile redigeerde. Aan deze vriendschap kwam echter een einde door Gentiles sympathie voor het fascisme. Het tijdschrift bevatte artikels die niet enkel over de filosofie gingen, maar ook over algemene geschiedenis, kunstgeschiedenis, literatuurwetenschap en politiek.
Croces invloed taande na zijn dood in 1952. Vele van zijn werken zijn vertaald naar allerlei talen, onder anderen door R. G. Collingwood op wie hij een sterke invloed had. In 2004 verscheen eindelijk een Nederlandse vertaling van Logica come scienza del concetto puro, het belangrijkste filosofisch werk van Croce onder de titel Wat is filosofie?. In 2010 verscheen een vertaling in het Nederlands Breviario di estetica, waarin Croce op beknopte wijze zijn esthetica presenteert, onder de titel Wegwijs in de esthetica.

## Denken
Croce schreef niet minder dan zestig boekdelen over uiteenlopende thema's als geschiedenis, esthetica, literaire kritiek, politiek, logica, en filosofie. Zijn magnum opus was het vierdelige Filosofia come scienza dello spirito (1902-1915). Het eerste deel daarvan gaat over esthetica (1902), het tweede over logica (1909), het derde over economie en ethiek (1908) en het vierde over geschiedenis (1915). Zijn filosofie is van idealistische snit, wat inhoudt dat hij stelde dat er niet zozeer kennis bestond van de wereld op zich, maar dat alles rondom ons kenbaar en geconstrueerd is door de menselijke geest. Zijn idealisme stond vooral onder invloed van zijn leermeester Bertrando Spaventa en G.W.F. Hegel. Verder heeft hij ook invloeden van het positivisme, het pragmatisme en het historicisme van Giambattista Vico ondergaan. Ook bestudeerde hij in zijn jeugd het marxisme.
Volgens Croce zijn er twee vormen van kennis: enerzijds is er de intuïtieve of esthetische kennis en anderzijds de conceptuele of logische kennis. De esthetische kennis is volgens Croce gericht op het concrete en zintuiglijke, terwijl de logische kennis altijd betrekking heeft op het algemene en universele. Op het gebied van menselijk handelen reflecteert zich dit onderscheid in een opsplitsing in vier soorten activiteiten:
- De esthetische activiteit: theoretisch en gericht op het concrete.
- De logische activiteit: theoretisch en gericht op het algemene.
- De economische activiteit: praktisch en gericht op het concrete.
- De morele activiteit: praktisch en gericht op het algemene.

Croces leidende gedachte is dat de werkelijkheid historisch is en dus voortdurend verandert. De motor van die verandering is deze activiteit van de mens. De resultaten van het filosofisch onderzoek naar de menselijke activiteiten (de esthetisch-talige, de logisch-begrippelijke, de praktisch-ethische en de praktisch-economische) schreef hij neer in vier boekdelen die hij de algemene titel gaf van "wetenschap van de geest" (Filosofia dello Spirito). Een van de belangrijkste conclusies van dat onderzoek was de vaststelling dat de verschillende basisactiviteiten van de mens tevens de basisbegrippen leveren om de werkelijkheid, die dankzij de menselijke activiteit (die altijd creatief is en dus 'vrij') tot ontstaan komt, te begrijpen. Met die conclusie onderschrijft Croce de stelling van de achttiende-eeuwse Napolitaanse filosoof Giambattista Vico die in zijn Scienza Nuova (Nieuwe Wetenschap) staande hield dat men slechts kan kennen wat men zelf heeft geschapen.

## Voetnoten
1. ↑  "Benedetto Croce", Encyclopædia Britannica. Encyclopædia Britannica Online, Encyclopædia Britannica Inc., 2012, bezocht op 05-09-2012.
2. ↑  Bochenski, I.M., Geschiedenis der Hedendaagse Europese Wijsbegeerte, MCMLII, Desclée de Brouwer, p. 91.
3. ↑  Croce, Benedetto (2003). Wat is filosofie?. Uitgeverij DAMON. ISBN 905573408 x.
4. ↑  Croce, Benedetto (2010). Breviario di estetica - Wegwijs in de esthetica. Academia Press. ISBN 9789038216737.